# خاطرات یک دختر نوجوان
«خاطرات یک دختر نوجوان» (انگلیسی: The Diary of a Teenage Girl)فیلم کمدی-درام آمریکایی به کارگردانی ماریل هلر است که در سال ۲۰۱۵ منتشر شد. این فیلم برای اولین بار در جشنواره فیلم ساندنس ۲۰۱۵ به نمایش درآمد.